# Most w Szczucinie
Most w Szczucinie – most drogowy kratownicowy z jazdą dołem o zmiennej wysokości, przez Wisłę w Szczucinie, w województwie małopolskim, w ciągu drogi krajowej nr 73.
Obecna konstrukcja wybudowana w 1953 z wykorzystaniem podpór z 1939 na miejscu starszych konstrukcji, które w 1939 wysadzone zostały przez wojsko polskie i w 1945 zniszczone przez Niemców. Nad terenami zalewowymi przęsła blachownicowe. W 1925 wybudowany jako kratownicowy most drewniany 8 × 41,30 m, pośrodku z torowiskiem kolei wąskotorowej Jędrzejów – Szczucin, które na moście metalowym przesunięto na stronę południowo-zachodnią i zlikwidowano (zalano asfaltem) w latach 70. XX wieku.
Opis mostu: podpory (1938—39) system gospodarczy; konstrukcja wytworzona w 1939 r., zmontowana przez Mostostal z Warszawy w roku 1952, kier. Tadeusz Florczak.

## Galeria

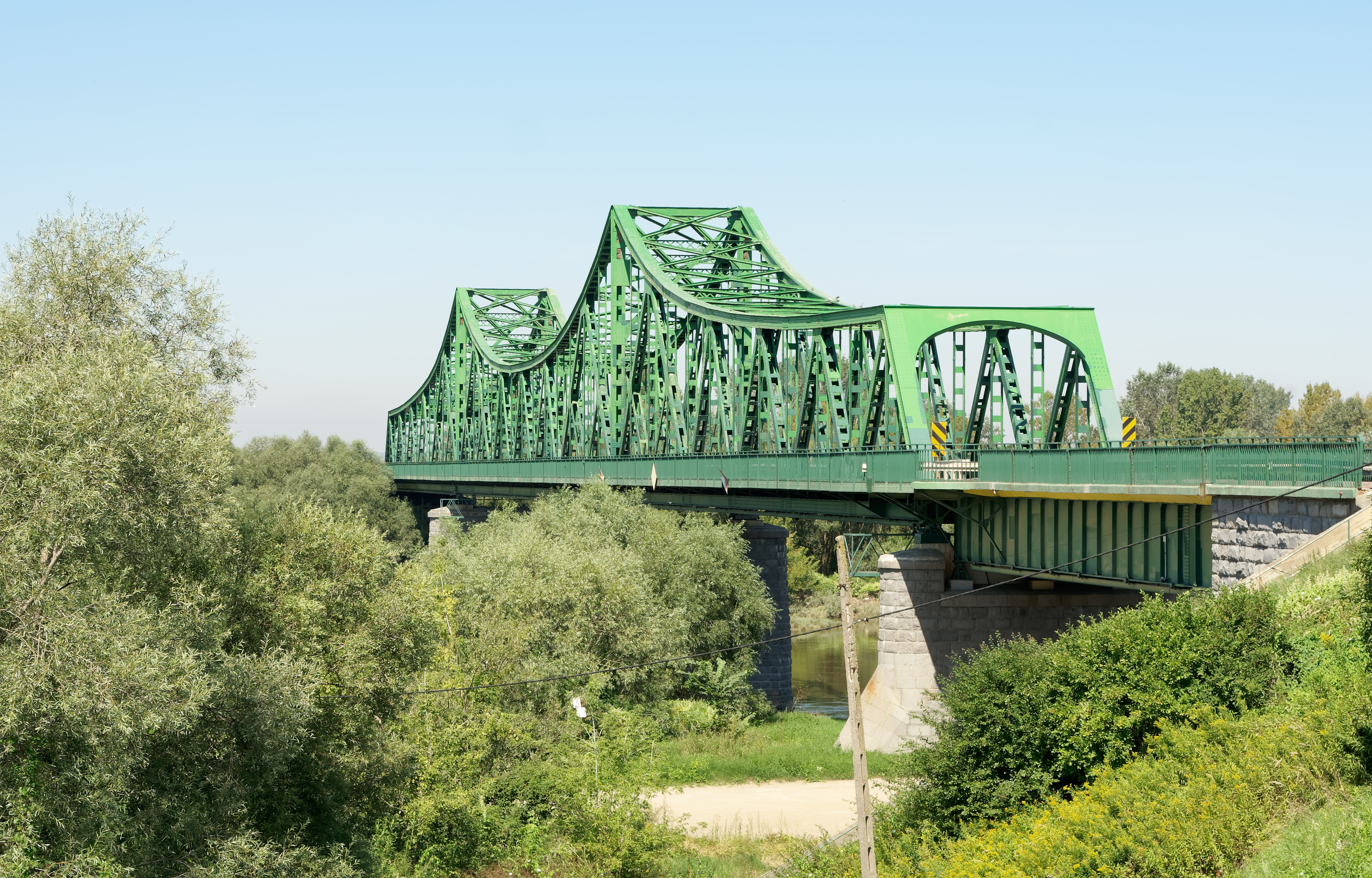
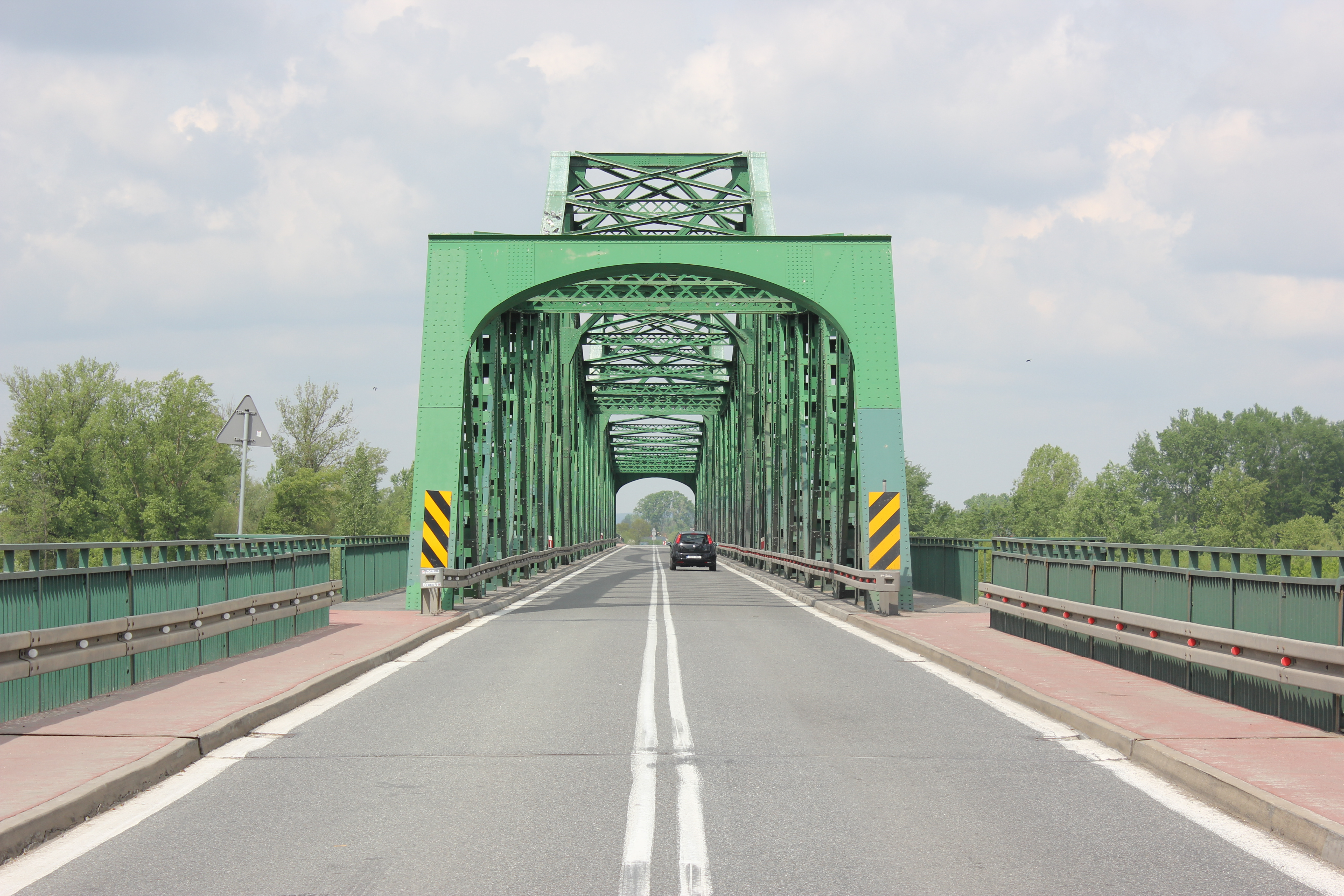
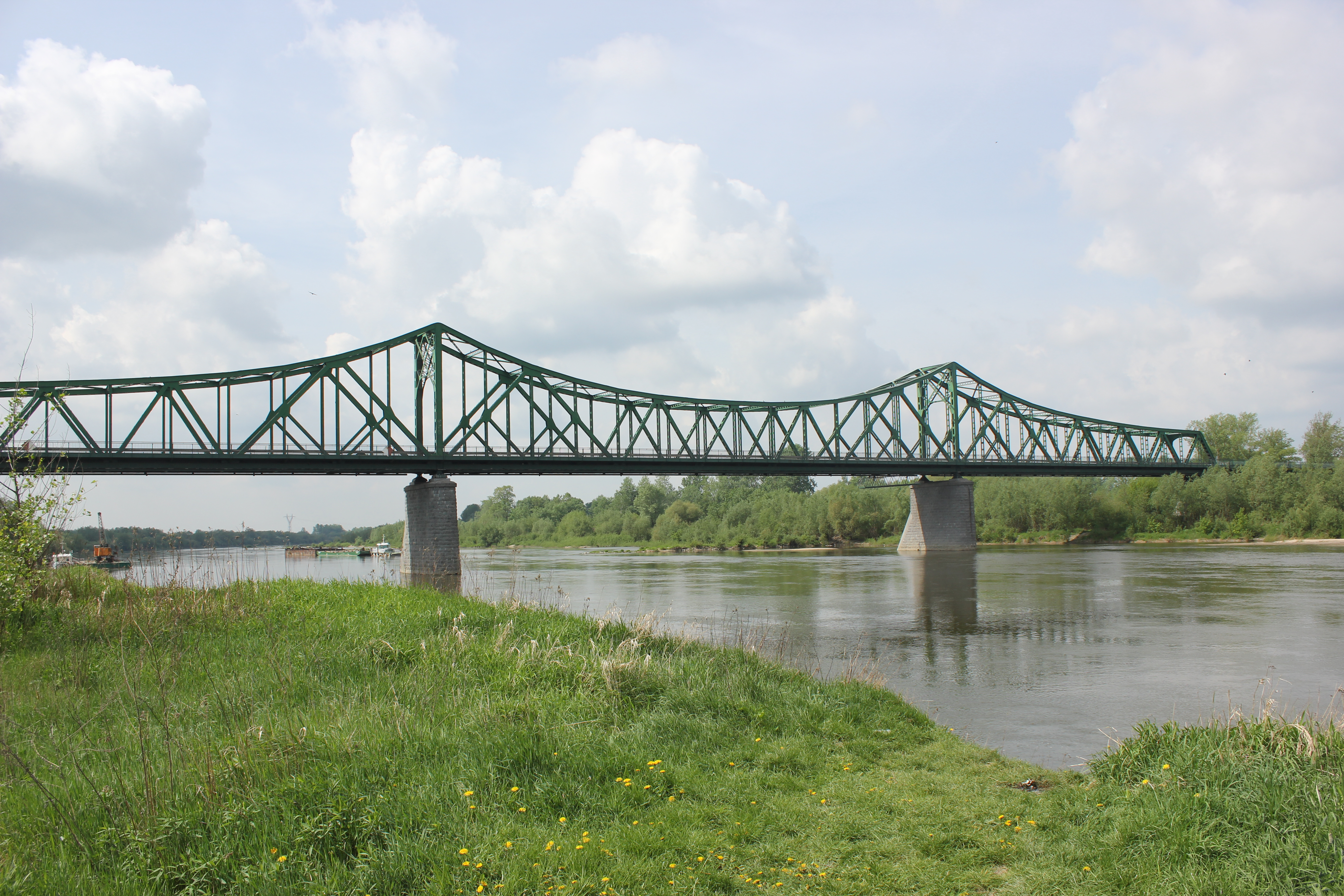